# Branden på Lüneburgheden

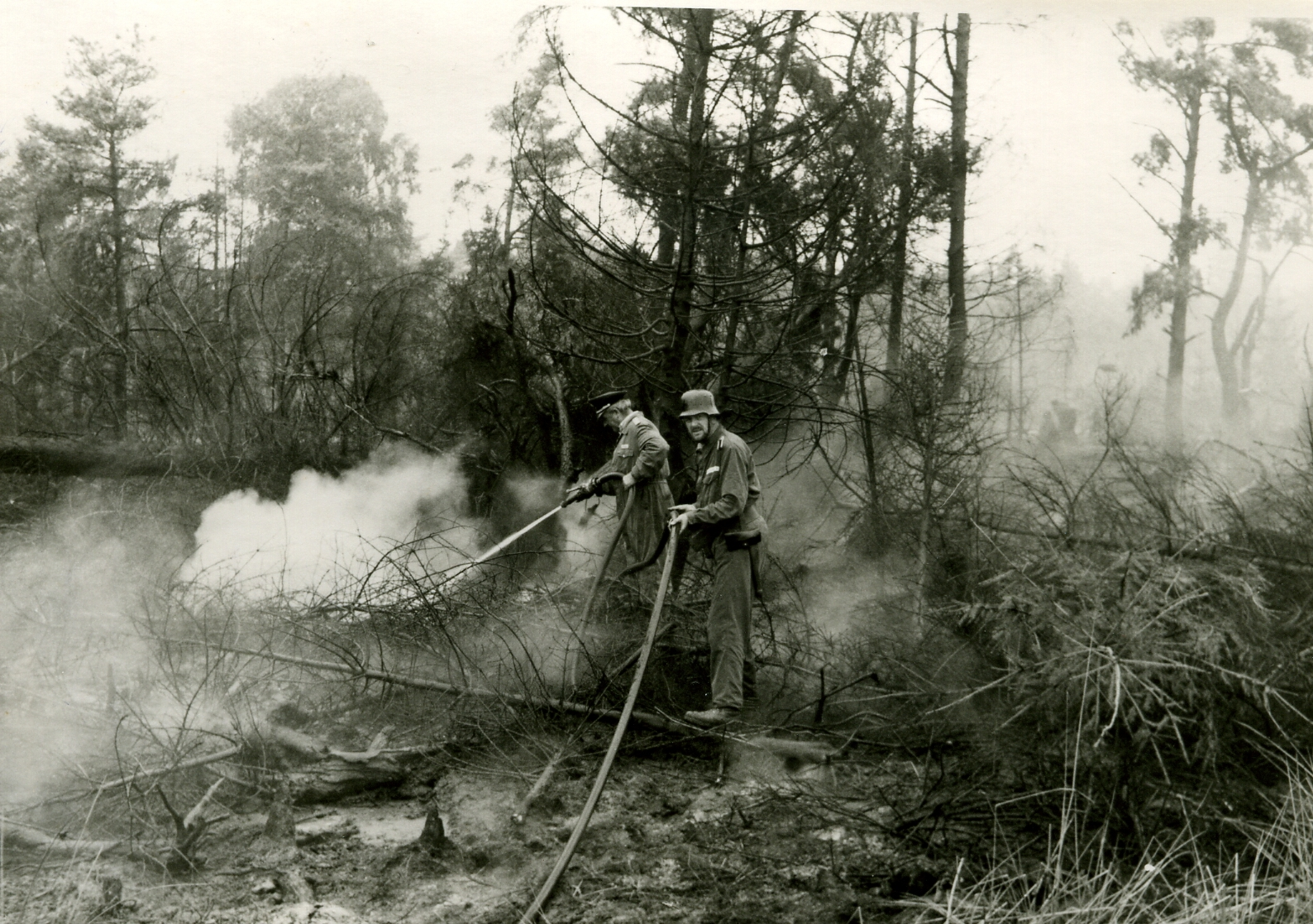
Brandmän som bekämpar elden nära Eschede.

Branden på Lüneburgheden var en stor skogsbrand på den södra delen av Lüneburgheden 1975. Mer än 8 000 hektar förstördes och sju personer avled som följd av branden. Detta är en av de största kända skogsbränderna i Tyskland.
1972 hade en orkan pågått i området. I skogen fanns det kvar en hel del uttorkade träd och grenar som inte hade rensats ut från stormen. Under sommaren 1975 var det hög värme och torka i området. Detta gjorde att skogen blev lättantändlig.

## Tidslinje
Klockan 13:25 den 8 augusti fick den lokala brandkåren larm om en markbrand. Den spred sig snabbt och klockan 15 utfärdades katastroflarm. Branden spred sig okontrollerat och den 10 augusti utfärdade presidenten för Regierungsbezirk Lüneburg ett katastroflarm.
Den 12 augusti bröt en ny brand ut nära Gorleben. Branden var svårsläckt eftersom stora delar av området gränsade till DDR som inte deltog i släckningsarbetet. På eftermiddagen samma dag utrymdes tre mindre byar som dock inte drabbades av branden.
Inom loppet av nio dagar var alla bränder släckta och den 18 augusti upphävdes katastroflarmen.

## Eftermäle
Inrikesministeriet i Niedersachsen stiftade den 3 november 1975 en 
minnesmedalj 
som tilldelades alla som hade deltagit i brandsläckningen.